# Ružica Buzov
Ružica Buzov (19. svibnja 1993.), hrvatska gimnastičarka. Hrvatska je državna reprezentativka. Sudionica svjetskog prvenstva koje se je održalo od 13. do 18. listopada 2009. godine u Londonu.